# Nok (żeglarstwo)
Nok – wolny koniec poziomych drzewc w omasztowaniu jednostki żaglowej, takich jak: bom, bukszpryt, reja, saling lub wystrzał.
Wolne końce drzewc pionowych (tj. masztów, ale także np. flagsztoka) noszą nazwę topów, zaś skośnych (np. gafla) – pików.